# Mensagem (Pessoa)

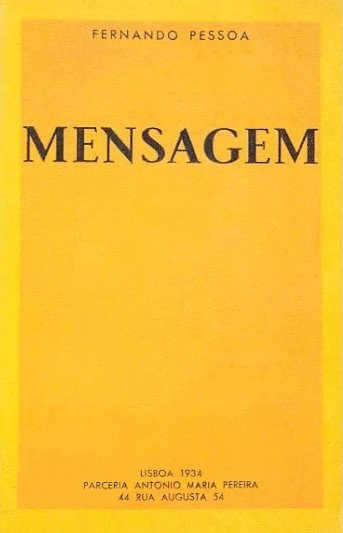
Okładka pierwszego wydania tomiku "Mensagem" z 1934

Cristóvão de Morai, portret króla Sebastiana

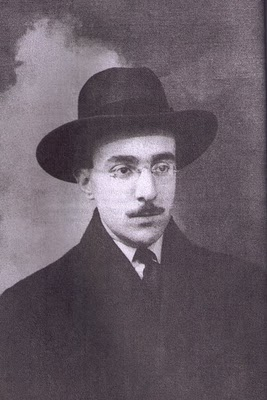
Fernando Pessoa

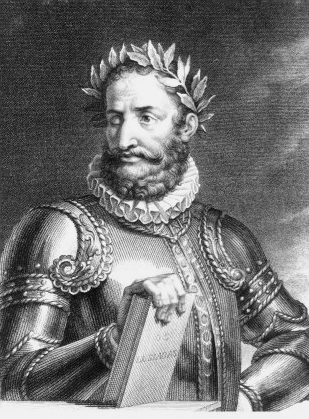
François Gérard, Luís de Camões

Mensagem (port. Przesłanie) – tomik poetycki portugalskiego poety Fernanda Pessoi, opublikowany w 1934, jest to jedyna portugalskojęzyczna książka wydana za życia autora.

## Charakterystyka ogólna
Tomik zawiera czterdzieści cztery krótkie wiersze. Tytuł Mensagem tłumaczy się jako Przesłanie. Prawdopodobnie w zamyśle autora słowo to stanowiło streszczenie łacińskiej frazy mens agitat molem (w tłum. duch porusza materię) pochodzącej z Eneidy Wergiliusza (mens agitat molem). Cykl rozpada się na trzy części: Brasão (Herb), Mar Portuguez (Morze portugalskie) i O Encoberto (Ukryty).

## Treść
Zbiór Pessoi stanowi panoramę dziejów Portugalii. Poeta poświęcił poszczególne wiersze znanym postaciom z historii swojej ojczyzny. Centralnym motywem cyklu jest sebastianizm, czyli typowa dla Portugalczyków wiara w cudowne odrodzenie ich kraju. Na mesjanistyczne aspekty koncepcji dzieła zwraca uwagę Ewa Łukaszyk. Mimo niewielkich rozmiarów i cyklicznej budowy, Mensagem uchodzi za nowoczesny epos narodowy Portugalii i jest porównywany do Luzjad Luísa de Camõesa. Przesłanie jest nazywane najważniejszym portugalskim tomikiem poetyckim XX wieku.

## Forma
Składające się na tomik utwory są napisane przy użyciu głównie prostych, krótkich, rymowanych strof. Poeta wykorzystuje różne formy wersyfikacyjne i gatunkowe, jak opowieść, autobiografia, dialog i modlitwa. Ze zróżnicowanych elementów buduje polifoniczną epicką wizję. 

Jaz aqui, na pequena praia extrema,
O Capitão do Fim. Dobrado o Assombro,
O mar e o mesmo: jã ninguem o tema!
Atlas, mostra alio o mundo no seu hombro.

## Przekład
Cykl Pessoi przełożyli na język polski Agostinho da Silva i Henryk Siewierski. Tomik został wydany po raz pierwszy w 2006 nakładem Instytutu Studiów Iberyjskich i Iberoamerykańskich Uniwersytetu Warszawskiego i Muzeum Historii Polskiego Ruchu Ludowego. W 2014 ukazało się wydanie drugie, poprawione.